# Лепидагатис
Лепидагатис (лат. Lepidagathis) — род цветковых растений семейства Акантовые, включающий более 190 видов.

## Описание
В основном это травянистые многолетники или полукустарники распростёртые или прямые, часто встречаются с опушенной частью. Листья у разных растений рода сидячие, черешковые или в виде стеблей, при этом могут быть суженными, цельными или городчато-пильчатыми. Цветут эти полукустарники мелкими, сидячими или почти сидячими цветками, собраными в пазушные или конечные колосы или иногда круглые метёлки, которые могут быть густыми, колючими или шелковистыми. Ланцетные или эллиптические прицветники обычно острые и колючие. Чашечка растения состоит из 5 долек. Венчик состоит из 2 губ, сам по себе трубчатый. Верхняя губа 2-дольчатая, нижняя губа 3-дольчатая. Растения плодоносные, в качестве плодов выступают эллипсоидные или продолговатые капсулы.

## Некоторые виды
- Lepidagathis acicularis Turrill
- Lepidagathis alopecuroides R.Br. ex Griseb.
- Lepidagathis amaranthoides Elmer
- Lepidagathis ampliata C.B.Clarke<
- Lepidagathis andersoniana Lindau
- Lepidagathis attenuata Zipp. ex Span.
- Lepidagathis riedeliana Nees
- Lepidagathis cyanea (Leonard) Kameyama
- Lepidagathis falcata Nees
- Lepidagathis floribunda (Pohl) C.Kameyama
- Lepidagathis montana (Mart. ex Nees) Kameyama
- Lepidagathis villosa (Mart. ex Nees) Kameyama

## Распространение
Растения рода лепидагатис в основном распространены в субтропических регионах Африки, Азии и Южной Америки.